# 狛田駅
狛田駅（こまだえき）は、京都府相楽郡精華町大字下狛小字下新庄にある、近畿日本鉄道（近鉄）京都線の駅。駅番号はB20。

## 歴史
- 1928年（昭和3年）11月3日：奈良電気鉄道の桃山御陵前 - 西大寺（現・大和西大寺）間開通時に開業[2]。
- 1963年（昭和38年）10月1日：会社合併により近畿日本鉄道京都線の駅となる[2]。
- 2007年（平成19年）4月1日：ICカード「PiTaPa」使用開始[3]。
- 2021年（令和3年）6月16日：周辺の土地区画整理事業に伴い新駅舎を供用開始[4]。
- 2024年（令和6年）1月10日：終日無人駅化[5]。

## 駅構造
相対式2面2線のホームを持つ地上駅。ホーム有効長は4両編成分までであり、1997年に臨時列車として運転されていた6両編成の烏丸線国際会館発高の原行き普通列車も、当駅ではホーム有効長を満たしていない為に通過していた。改札口は2番ホームの南北両サイドにあり、反対側の1番ホームへは地下道で連絡している。駅員は北側駅舎に駐留している。南側サイドは自動改札機のみの設置である。また1番線南端に車椅子専用出入口が設けられていた。
狛田駅東特定土地区画整理事業に伴い、駅東側の大和西大寺駅寄りに駅前広場（ロータリー）が整備されるとともに、駅隣接の狛田1号踏切を2021年1月30日に閉鎖し南側に移設。また、同年6月16日よりロータリーに面する形で1番線側に新たな駅舎が新設されている。
新田辺駅管理の無人駅で、PiTaPa・ICOCA対応の自動改札機および自動精算機（回数券カードおよびICカードのチャージに対応）が設置されている。

### のりば
| のりば | 路線     | 方向 | 行先                 |
| ------ | -------- | ---- | -------------------- |
| 1      | B 京都線 | 下り | 天理・橿原神宮前方面 |
| 2      | B 京都線 | 上り | 京都方面             |

## 利用状況
近年における当駅の1日乗降人員の調査結果は以下の通り。
- 2022年11月13日：2,810人
- 2022年11月13日：2,744人
- 2021年11月19日：2,623人
- 2018年11月13日：2,849人
- 2015年11月10日：2,311人
- 2012年11月13日：2,795人
- 2010年11月9日：3,002人
- 2008年11月18日：2,809人
- 2005年11月8日：3,329人

## 駅周辺
- 下狛駅 - 西日本旅客鉄道学研都市線
- 京都廣学館高等学校 - 西に歩いて5分。
- 京奈和自動車道（京奈道路） - 精華下狛インターチェンジ
- 精華町立精北小学校
- 下狛郵便局
- 京都府道22号八幡木津線
- 京都府立大学精華キャンパス
- サンフレッシュ狛田店（スーパーマーケット）

## バス路線
| バス停名       | バス会社         | 系統     | 行先       | 備考                                        |
| -------------- | ---------------- | -------- | ---------- | ------------------------------------------- |
| 狛田・下狛駅東 | 精華くるりんバス | 北ルート | 祝園駅西口 | 奈良交通に委託、1日6本のみ運行              |
| 狛田・下狛駅西 | 精華くるりんバス | 北ルート | 祝園駅西口 | 奈良交通に委託、1日6本のみ運行              |
| 下狛           | 奈良交通         | 73系統   | 三山木駅   | 同志社大学開校日の土曜日に9:35発1便のみ運行 |

## 隣の駅
近畿日本鉄道
B 京都線
■急行
通過
■普通
近鉄宮津駅 (B19) - 狛田駅 (B20) - 新祝園駅 (B21)
- 括弧内は駅番号を示す。